# Launaguet
Launaguet (em occitano:  Launaguet) é uma comuna francesa na região administrativa da Occitânia, no departamento do Alto Garona. Estende-se por uma área de 7.02 km², com 8.942 habitantes, segundo o censo de 2018, com uma densidade de 1.300 hab/km².